# Isodromus timberlakei
Isodromus timberlakei är en stekelart som beskrevs av Annecke 1963. Isodromus timberlakei ingår i släktet Isodromus och familjen sköldlussteklar. Inga underarter finns listade i Catalogue of Life.